# Boucheron
Boucheron (phát âm là [bu.ʃə.ʁɔ]) là một nhà trang sức người Pháp nằm ở Paris, 26 Place Vendôme, thuộc sở hữu của Kering.

## Lịch sử

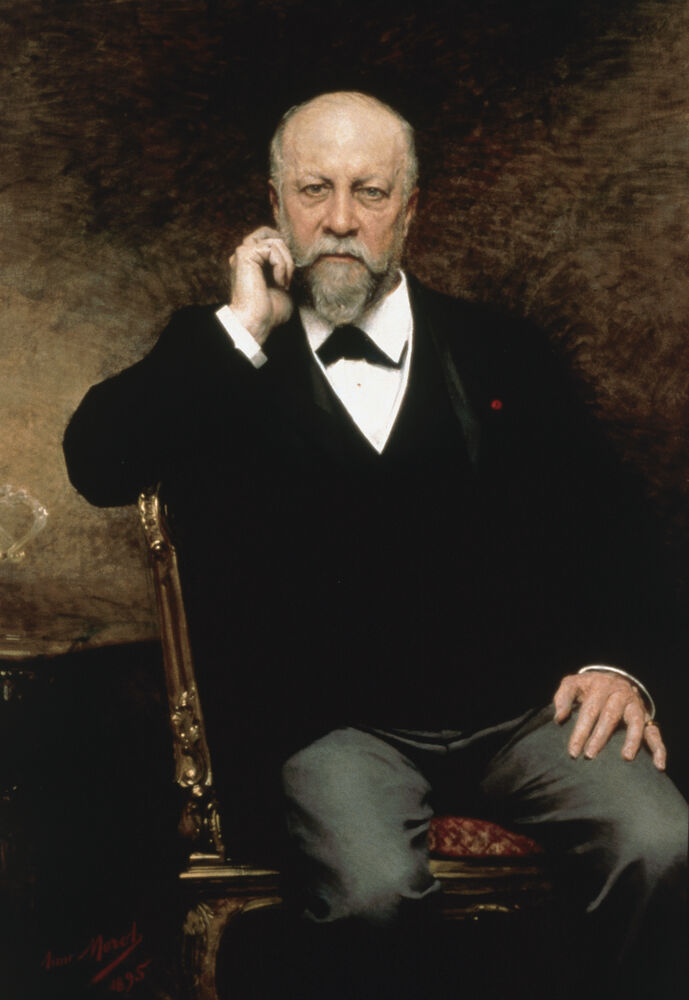
Frédéric Boucheron

### Ban đầu
Nhà Boucheron là một triều đại của gia đình người Pháp được thành lập bởi Frederic Boucheron năm 1858, với việc mở cửa hàng đầu tiên của ông ở Galerie de Valois, tại Palais-Royal, trong thời kỳ hoàng kim của Đế quốc Pháp lần thứ hai. Ông đã tạo ra màu sơn của mình vào năm 1866 và một năm sau đoạt huy chương vàng trong Triển lãm Vũ đoàn (1867).
Năm 1893, Frédéric Boucheron trở thành người thợ kim hoàn đầu tiên chuyển đến Lâu đài Vendôme. Theo truyền thuyết, ông đã chọn địa điểm 26 Place Vendôme, nơi Boucheron vẫn còn cho đến ngày nay, bởi vì nó là góc nắng nhất của quảng trường. Ông tin rằng những viên kim cương trong cửa sổ sẽ lấp lánh hơn tất cả.
Năm 1893, Boucheron mở một cửa hàng ở Moscow, sau đó chuyển sang Saint Petersburg năm 1911. Năm 1903, một cửa hàng ở London và một văn phòng ở New York. Nhiều cửa hàng mở cửa tiếp theo tại Nhật Bản năm 1973, Thượng Hải, Dubai vào năm 2005, và cuối cùng là Hồng Kông và Kuala Lumpur năm 2006.
Boucheron là một doanh nghiệp gia đình: sau cái chết của người sáng lập Frédéric Boucheron vào năm 1902, con cháu ông tiếp quản công việc kinh doanh. Năm 1994, kinh doanh gia đình chuyển sang một phương pháp tiếp cận toàn cầu hơn với việc bán cho Schweizerhall.
Nhà Boucheron sau đó đã được mua lại bởi Tập đoàn Gucci cũ năm 2000, được thành lập bởi PPR năm 2004. Pierre Bouissou đã được bổ nhiệm CEO tháng 4 năm 2011 và được thay thế bởi Helene Poulit-Duquesne vào tháng 7 năm 2015.

### Những năm hoàng gia
Năm 1878, Hoàng tử Nga Felix Youssoupoff đã mua một bộ trang phục được trang trí với sáu cái móc kim cương có thể tháo rời trong một lần thăm viếng Paris của ông.
Năm 1921, Boucheron được ủy nhiệm để làm một vương miện cho Lady Greville sau này được trao cho Queen Elizabeth The Queen Mother. Cháu trai Charles Charles đã thông qua vương miện cho vợ Camilla, Công tước xứ Cornwall.
Nữ hoàng Elizabeth II cũng có một bộ sưu tập đồ trang sức Boucheron.
Năm 1928, Maharaja của Patiala yêu cầu Boucheron đặt những viên đá của kho tàng của ông, được đưa đến cửa hiệu Place Vendôme của hoàng tử.
Ngoài Hoàng Alexander III, các nhà bảo trợ hoàng gia của Boucheron bao gồm Maharajah Sir Bhupinder Singh của Patiala, Riza Shah Pahlevi, Nữ hoàng Farida của Ai Cập và Nữ hoàng Rania của Jordan.

## Bộ sưu tập
Một trong những dòng đầu tiên được tạo ra là dòng rắn tượng trưng trong những năm 1970.
Solange Azagury-Partridge được bổ nhiệm làm Giám đốc Sáng tạo vào năm 2001, cô giữ vị trí này trong ba năm. Năm 2002 bắt đầu xuất hiện bộ sưu tập "Beauté Dangereuse" và "Cinna Pampilles", "Not Bourgeois" ra mắt năm sau.
Năm 2004, dòng sản phẩm trang sức cao Jaipur và bộ sưu tập "Déchaînée" được ra mắt.
Năm 2005 là một năm sáng tạo của House of Boucheron: dòng sản phẩm nữ trang "Trouble", "Quatre", "Diablotine", "Vingt-Six" và "Trouble Désir" được ra mắt.
Năm 2006 "Exquises Confidences" được ra mắt, và một năm sau bộ sưu tập đồ trang sức cao cấp "Fleurs Fatales" ra mắt.
Trong năm 2010, Boucheron đã giới thiệu một loạt đồ trang sức đầy màu sắc để tăng cường bộ sưu tập "Cinna Pampilles".
Trong năm 2011, dòng "Nội các Tò mò" đã được đưa ra.

### Cộng tác
Năm 1996 Boucheron cộng tác với Waterman Paris để sản xuất phiên bản giới hạn, Edson signe Boucheron. Cái nib được làm bằng vàng rắn 18K với thân cây của cây bút là nhựa Resin. Giá bán lẻ là 2000 € / $ 2700 / £ 1700 và chỉ giới hạn ở 3471 chiếc (con số này là tổng số năm xây dựng Waterman, 1883 và Boucheron, 1858). Bút vẫn là một trong những phần được tìm kiếm nhiều nhất trong hạng mục viết tốt.
Trong năm 2006, Boucheron và Alexander McQueen đã hợp tác để tạo ra một chiếc túi Novak giới hạn kết hợp mẫu mã rắn của dòng Trouble của Boucheron.
Sự khởi đầu của sự cộng tác giữa Boucheron và thợ đồng hồ Thụy Sĩ Girard-Perregaux bắt đầu một năm sau đó vào năm 2007, trong đó có LadyHawk Tourbillon và bộ sưu tập cống phẩm Boucheron giới hạn.
Trong năm 2010, Boucheron và MB & F đã tung ra chiếc đồng hồ HM3 JwlryMachine.

### Boucheron ngày nay
Nó có 34 cửa hàng trên toàn thế giới và một trang web thương mại điện tử trực tuyến ra đời năm 2007. Claire Choisne được bổ nhiệm làm Giám đốc Sáng tạo vào năm 2011. Doanh thu ước tính của công ty (trong năm 2010/2011) là 50 triệu Euro trong tổng doanh số bán hàng và 5 triệu Euro về đồng hồ.

## Sản phẩm
Boucheron làm đồng hồ, và đồ trang sức, và cấp giấy phép nhãn hiệu cho nước hoa. Các phân khúc đồng hồ và đồ trang sức đã xuất hiện trong hơn 150 năm. Nước hoa đầu tiên "Boucheron" đã được đưa ra thị trường vào năm 1988. Hơn 22 loại nước hoa dành cho nam và nữ đã được công bố. Từ năm 2011 hương vị Boucheron đã được tạo ra, sản xuất và phân phối theo giấy phép của Interparfums.

### Xếp loại Diamonds của Boucheron
Boucheron đã xây dựng một hệ thống phân loại để xác định giá trị của một viên kim cương, được phát triển dựa trên cơ sở đồng tiền quốc tế của kim cương. Phương pháp đánh giá Boucheron đã được đăng ký dưới tên B.I.R.D. (Xếp hạng Kim cương Boucheron). Hệ thống phân loại gốc này dựa trên đánh giá về chất lượng kim cương và dựa vào phân tích kết hợp hai tiêu chí: thứ nhất, mức độ rõ nét và thứ hai, màu sắc của đá. Điểm quan trọng của hai biến số, "rõ ràng" và "màu" giao nhau cho thấy dấu hiệu đánh giá giữa 90/100 và 99/100 đối với chất lượng của viên kim cương. Một dấu hiệu 100/100 sẽ chỉ ra rằng đá có mức độ hoàn hảo cuối cùng, theo tiêu chí của Boucheron.

### Điện thoại di động Vertu
Trong một liên doanh với thương hiệu điện thoại di động Vertu, Boucheron đã tạo ra những chiếc điện thoại di động có số lượng lớn đầu tiên trên thế giới ra khỏi các loại đá quý và đá quý. Sự hợp tác này tiếp tục với lễ kỷ niệm 150 năm thành lập với 7 dòng điện thoại di động Vertu mới được lấy cảm hứng từ bộ sưu tập kỷ niệm cao của Boucheron's High Jewellery "Enchanting Boucheron". Chỉ có tám mẫu của mô hình Cobra trong hoa hồng được đặt vòng quanh bằng hồng ngọc và viên kim cương lê và đôi mắt ngọc lục bảo. Vendôme, 26 vị trí của người thợ kim hoàn nổi tiếng, được đặt trong một chiếc hộp bằng vàng hồng, mô hình Python, một bộ serpent với nhiều màu sapphire, kim cương và hai ngọc bích.

### Bán lẻ
Mạng lưới phân phối của Boucheron được làm từ 34 cửa hàng ở khắp nơi trên thế giới (Paris, Cannes, Saint-Tropez, Monaco, Beirut, London, San Francisco, Tokyo, Saitama, Yokohama, Fukuoka, Kyoto, Osaka, Hiroshima, Okayama, Nagoya, Đài Bắc, Seoul, Thượng Hải, Hong Kong, Kuala Lumpur, Dubai, Baku, Moscow và Almaty), Kuwait và hơn 100 nhà bán lẻ được chứng nhận.